# Варваровка (Костанайская область)
Варваровка (каз. Варваров) — село в Новопокровском сельском округе Узункольского района Костанайской области Казахстана. Код КАТО — 396643100.

## География
Варваровка расположена в 9 км к востоку-юго-востоку от окружного центра — села Новопокровки. Районный центр — село Узунколь — расположен в 30 км к северу-северо-востоку от Варваровки.
В 17 км к юго-западу находится озеро Улыканколь.

## История
Ранее Варваровка являлась административным центром и единственным населённым пунктом Куйбышевского сельского округа. В 2014 году в состав села было включено село Каратал, расположенное приблизительно в 10 км от западу-северо-западу от Варваровки. Кроме того, Куйбышевский сельский округ преобразован в Варваровскую сельскую администрацию (село Варваровка).
В 2019 году Варваровка была переподчинена Новопокровскому сельскому округу Узункольского района.

## Население
В 1999 году население села составляло 967 человек (470 мужчин и 497 женщин). По данным переписи 2009 года, в селе проживал 701 человек (350 мужчин и 351 женщина).